# Remigiodes turlini
Remigiodes turlini är en fjärilsart som beskrevs av Pierre E.L. Viette 1973. Remigiodes turlini ingår i släktet Remigiodes och familjen nattflyn. Inga underarter finns listade.